# 니키 하프나
니키 하프나(일본어: ハーフナー・ニッキ, 1995년 2월 6일 ~ )는 네덜란드계 일본의 축구 선수이다.

## 구단 경력
과거 나고야 그램퍼스에서 활동하였다.